# Universidad de Bergen

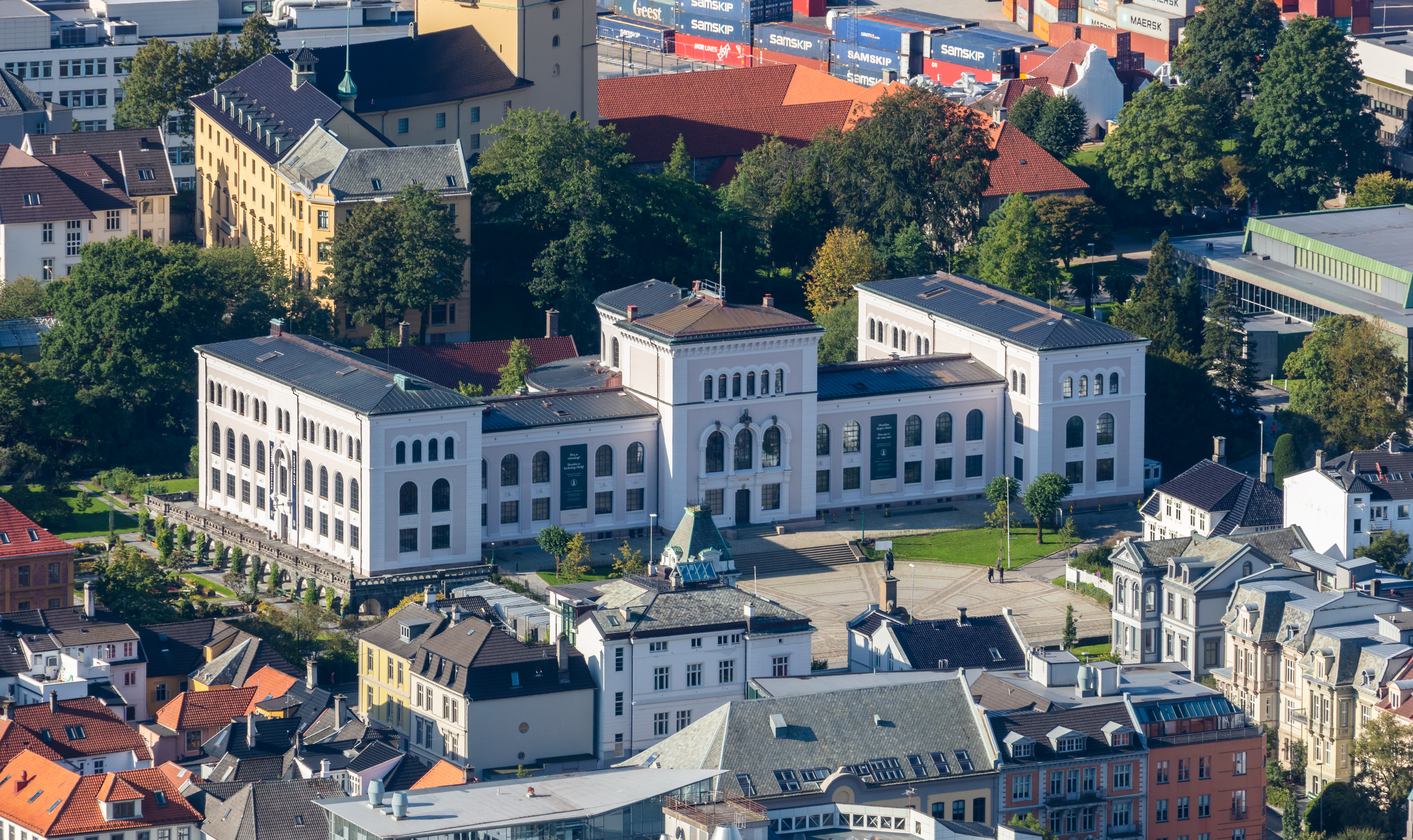
Vista lejana del edificio principal de la univerisidad.

La Universidad de Bergen (en noruego: Universitetet i Bergen)  se encuentra en  Bergen, Noruega. Si bien fue fundada en 1946, desde 1825 se ha desarrollado actividad académica en el museo de Bergen. Hoy la universidad aloja más de 16.000 estudiantes. Es una de las siete universidades de Noruega, las otras seis son la Universidad de Oslo, la Universidad noruega de ciencia y tecnología en Trondheim, la Universidad de Tromsø, la Universidad de Stavanger, la Universidad de Agder y la Universidad noruega de ciencias de la vida.
Los estudiantes pertenecientes a la Comunidad Europea no abonan arancel a la universidad. Los estudiantes deben realizar un pago al servicio de asistencia de salud. Para el año 2006, esto representa (semesteravgift)  NOK 800 (aprox. US$ 120) por año, y permite tener acceso a varios servicios, incluyendo actividades culturales, sitios de deportes, cuidado de niños, alojamiento subsidiado y recuperó de numerosos gastos médicos.

## Facultades

### Facultad de Humanidades
- Instituto de Lenguas extranjeras (árabe, inglés, francés, italiano, japonés, ruso, español y alemán) (IF)
- Instituto de Lingüística, Literaria y Aestethical estudios (LLE)
- Instituto de Arqueología, Historia, Religión y Culturas (AHKR)
- Instituto de Filosofía y Estudios Primer semestre (véase Examen philosophicum y Examen facultatum) (FOF)
- La Academia Grieg - Instituto de Música

A partir del 1 de agosto de 2007. El cuerpo docente está revisando su estructura y nombres.

### Facultad de Odontología
La Facultad de Odontología, establecida en 1962, es una de las dos instituciones en Noruega en premiar a los títulos de odontología.

### Facultad de Derecho

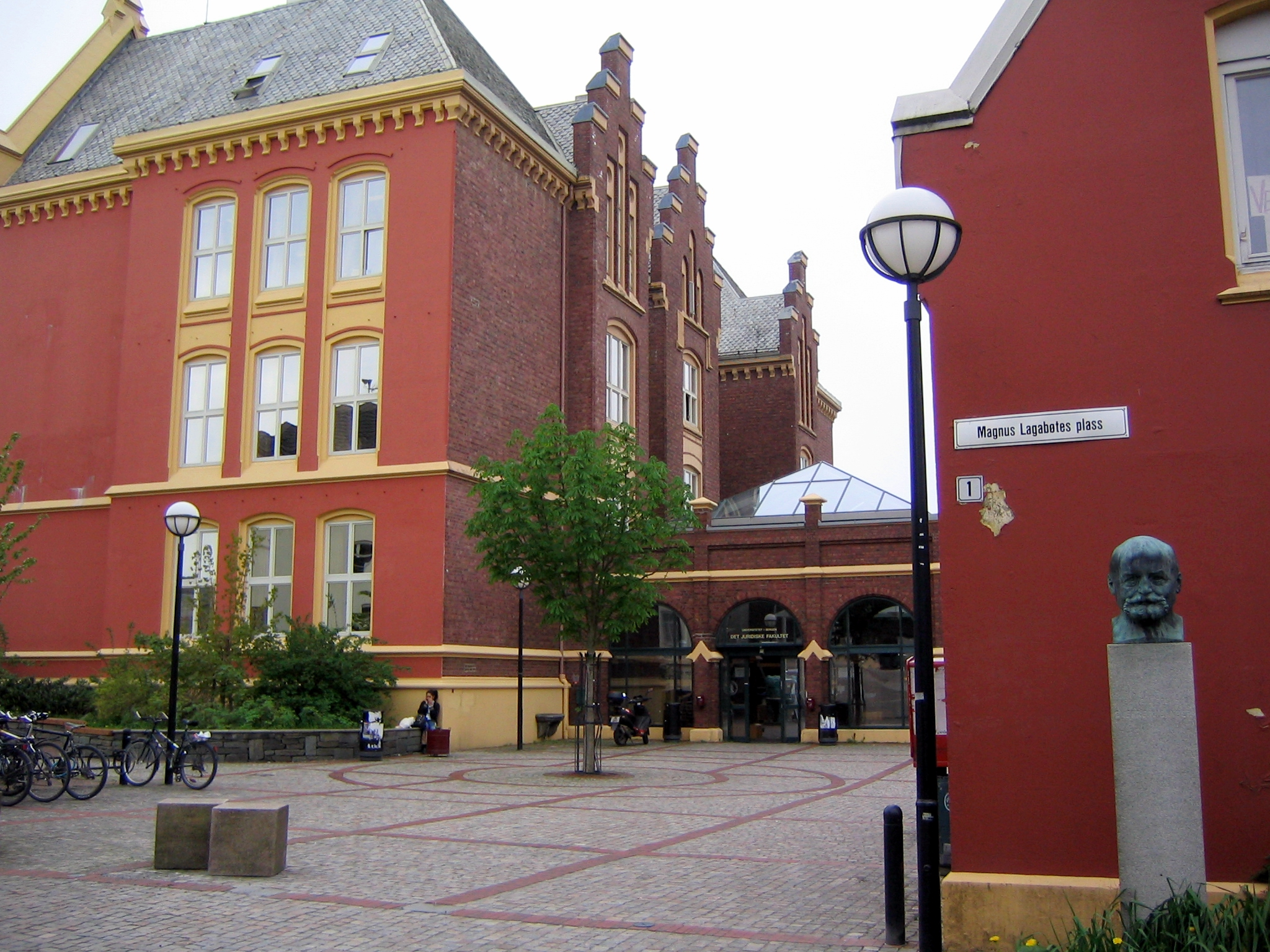
La Facultad de Derecho de la Universidad de Bergen, visto desde el Magnus Lagabøte plass.

La Facultad de Derecho se estableció como una facultad independiente en 1980, con estudios jurídicos y de investigación llevados a cabo en la universidad desde 1969. Es una de las tres instituciones noruegas que ofrecen estudios jurídicos, las otras dos son las facultades de derecho de la Universidad de Oslo y la Universidad de Tromsø. La facultad ofrece un programa de cinco años que conduce a una Maestría en leyes y un programa de tres años de PhD, en la actualidad la facultad cuenta con aproximadamente 1900 estudiantes.

### Facultad de Matemáticas y Ciencias Naturales
- Departamento de Biología, del que depende el (Jardín Botánico y Arboretum de la Universidad de Bergen).
- Departamento de Química
- Departamento de Geofísica
- Departamento de Geociencias
- Departamento de Informática
- Departamento de Matemáticas
- Departamento de Biología Molecular
- Departamento de Física y Tecnología
- Centro de Farmacia
- Centro de estudios del medio ambiente y los recursos
- Centro de Investigación integrada de petróleo

### Facultad de Medicina
- Centro para la Salud Internacional
- Centro de Virología
- Departamento de Biomedicina
- Departamento de Medicina Clínica
- Departamento de Salud Pública y Atención Primaria de la Salud
- Departamento de Ciencias Cirúrgicas
- Instituto del Gade
- Instituto de Medicina
- Sección de análisis de imágenes médicas y de reconocimiento de patrones
- Vivarium

### Facultad de Psicología
La Universidad de Bergen es la única institución en los países nórdicos donde el estudio de la psicología se ha asignado a su propia facultad. Establecida en 1980, educa a los psicólogos y es responsable de la educación pedagógica de la universidad.

### Facultad de Ciencias Sociales
- Departamento de Políticas Comparativas
- Departamento de Estudios de Medios y Ciencias de la Información
- Instituto de Ciencias de la Administración y de organización
- Instituto de Geografía
- Instituto de Antropología Social
- Instituto de Economía
- Instituto de Sociología
- Centro de Estudios para el Desarrollo
- Centro de Estudios de Género
- Centro de Oriente Medio y de estudios islámicos
- Comparative programa de investigación sobre la pobreza (CROP)
- InterMedia
- El Centro Rokkan